# Eva Puskarčíková
Eva Puskarčiková (ur. 3 stycznia 1991 w Harrachovie) – czeska biathlonistka, brązowa medalistka olimpijska, brązowa medalistka mistrzostw świata i wicemistrzyni Europy.

## Kariera
W Pucharze Świata zadebiutowała 6 grudnia 2013 roku w Hochfilzen, zajmując 38. miejsce w sprincie. Tym samym już w debiucie zdobyła pierwsze punkty. Pierwszy raz na podium zawodów tego cyklu stanęła 10 grudnia 2016 roku w Pokljuce, kończąc bieg pościgowy na trzeciej pozycji. Wyprzedziły ją jedynie Niemka Laura Dahlmeier i Kaisa Mäkäräinen z Finlandii. Miesiąc później, 8 stycznia 2017 roku w Oberhofie była trzecia w biegu masowym. Najlepsze wyniki osiągnęła w sezonie 2016/2017, kiedy zajęła 13. miejsce w klasyfikacji generalnej.
Podczas mistrzostw świata w Anterselvie w 2020 roku wspólnie z Markétą Davidovą, Ondřejem Moravecem i Michalem Krčmářem zdobyła brązowy medal w sztafecie mieszanej. Na tej samej imprezie była też między innymi czwarta w sztafecie kobiet i dziesiąta w biegu indywidualnym. W 2014 roku wystartowała na igrzyskach olimpijskich w Soczi, gdzie zajęła 22. miejsce w biegu indywidualnym, 45. w sprincie, 42. w biegu pościgowym i 4. w sztafecie. Brała też udział w igrzyskach w Pjongczangu w 2018 roku, indywidualnie plasując się w czwartej i piątej dziesiątce, a w sztafecie zajmując 12. miejsce.
W maju 2019 roku wyszła za mąż za Lukáša Kristejna, od tego czasu startując pod nazwiskiem Kristejn Puskarčíková. Jednak w listopadzie wzięła rozwód i powróciła do jednoczłonowego nazwiska.
Po sezonie 2021/2022 zakończyła sportową karierę.

## Osiągnięcia

### Igrzyska olimpijskie
| Rok  | Miejscowość | Konkurencje | Konkurencje | Konkurencje | Konkurencje | Konkurencje | Konkurencje | Konkurencje |
| Rok  | Miejscowość | IN          | SP          | PU          | MS          | RL          | MR          | SR          |
| ---- | ----------- | ----------- | ----------- | ----------- | ----------- | ----------- | ----------- | ----------- |
| 2014 | Soczi       | 21.         | 44.         | 41.         | –           | 3.          | –           | nd.         |
| 2018 | Pjongczang  | 44.         | 43.         | 32.         | –           | 12.         | –           | nd.         |
| 2022 | Pekin       | –           | –           | –           | –           | 8.          | –           | nd.         |

### Mistrzostwa świata
| Rok  | Miejscowość | Konkurencje | Konkurencje | Konkurencje | Konkurencje | Konkurencje | Konkurencje | Konkurencje |
| Rok  | Miejscowość | IN          | SP          | PU          | MS          | RL          | MR          | SR          |
| ---- | ----------- | ----------- | ----------- | ----------- | ----------- | ----------- | ----------- | ----------- |
| 2015 | Kontiolahti | 24.         | 74.         | –           | –           | 8.          | –           | nd.         |
| 2016 | Oslo        | –           | –           | –           | –           | –           | –           | nd.         |
| 2017 | Hochfilzen  | 23.         | 17.         | 31.         | 26.         | 4.          | 7.          | nd.         |
| 2019 | Östersund   | 42.         | 59.         | 41.         | –           | 15.         | –           | 9.          |
| 2020 | Anterselva  | 10.         | 24.         | 44.         | 23.         | 4.          | 3.          | –           |
| 2021 | Pokljuka    | 37.         | 68.         | –           | –           | 10.         | –           | –           |

### Mistrzostwa Europy
| Rok  | Miejscowość | Konkurencje | Konkurencje | Konkurencje | Konkurencje | Konkurencje | Konkurencje | Konkurencje |
| Rok  | Miejscowość | IN          | SP          | PU          | MS          | RL          | MR          | SR          |
| ---- | ----------- | ----------- | ----------- | ----------- | ----------- | ----------- | ----------- | ----------- |
| 2011 | Ridnaun     | 32.         | 24.         | 21.         | nd.         | –           | nd.         | nd.         |
| 2012 | Osrblie     | 6.          | 16.         | 25.         | nd.         | nd.         | 6.          | nd.         |
| 2013 | Bansko      | 16.         | 29.         | 25.         | nd.         | 2.          | nd.         | nd.         |

### Mistrzostwa świata juniorów
| Rok  | Miejscowość | Konkurencje | Konkurencje | Konkurencje | Konkurencje | Konkurencje | Konkurencje | Konkurencje |
| Rok  | Miejscowość | IN          | SP          | PU          | MS          | RL          | MR          | SR          |
| ---- | ----------- | ----------- | ----------- | ----------- | ----------- | ----------- | ----------- | ----------- |
| 2011 | Nové Město  | 62.         | 23.         | 15.         | nd.         | 9.          | nd.         | nd.         |
| 2012 | Kontiolahti | 26.         | 31.         | 30.         | nd.         | 12.         | nd.         | nd.         |

### Puchar Świata

#### Miejsca w klasyfikacji generalnej
| Sezon     | Miejsce |
| --------- | ------- |
| 2013/2014 | 65.     |
| 2014/2015 | 33.     |
| 2015/2016 | 28.     |
| 2016/2017 | 13.     |
| 2017/2018 | 35.     |
| 2018/2019 | 39.     |
| 2019/2020 | 38.     |
| 2020/2021 | 60.     |
| 2021/2022 | 75.     |

#### Zwycięstwa w zawodach chronologicznie
(drużynowo)
| Lp. | Dzień       | Rok  | Miejscowość  | Konkurencja       | Pudła | Czas biegu | Przypisy |
| --- | ----------- | ---- | ------------ | ----------------- | ----- | ---------- | -------- |
| 1.  | 7 stycznia  | 2015 | Oberhof      | Sztafeta 4 × 6 km | 0+7   | 1:16:56,0  | –        |
| 2.  | 14 stycznia | 2015 | Ruhpolding   | Sztafeta 4 × 6 km | 0+9   | 1:23:57,7  | –        |
| 3.  | 15 lutego   | 2015 | Oslo         | Sztafeta 4 × 6 km | 0+5   | 1:11:10,6  | –        |
| 4.  | 13 lutego   | 2016 | Presque Isle | Sztafeta 4 × 6 km | 1+14  | 1:07:11,0  | –        |

#### Miejsca na podium chronologicznie
(indywidualnie)
| Lp. | Dzień      | Rok  | Miejscowość | Konkurencja             | Lokata | Pudła   | Czas biegu | Strata | Zwycięzca          |
| --- | ---------- | ---- | ----------- | ----------------------- | ------ | ------- | ---------- | ------ | ------------------ |
| 1.  | 10 grudnia | 2016 | Pokljuka    | Bieg pościgowy na 10 km | 3.     | 1+0+0+0 | 31:01,8    | + 18,7 | Laura Dahlmeier    |
| 2.  | 8 stycznia | 2017 | Oberhof     | Bieg masowy na 12,5 km  | 3.     | 0+0+0+0 | 38:05,9    | + 45,4 | Gabriela Koukalová |

(drużynowo)
| Lp. | Dzień       | Rok  | Miejscowość  | Konkurencja       | Lokata | Pudła | Czas biegu | Strata | Zwycięzca |
| --- | ----------- | ---- | ------------ | ----------------- | ------ | ----- | ---------- | ------ | --------- |
| 1.  | 13 grudnia  | 2014 | Hochfilzen   | Sztafeta 4 × 6 km | 3.     | 0+9   | 1:12:02,6  | + 22,2 | Niemcy    |
| 2.  | 7 stycznia  | 2015 | Oberhof      | Sztafeta 4 × 6 km | 1.     | 0+7   | 1:16:56,0  | –      | –         |
| 3.  | 14 stycznia | 2015 | Ruhpolding   | Sztafeta 4 × 6 km | 1.     | 0+9   | 1:23:57,7  | –      | –         |
| 4.  | 25 stycznia | 2015 | Anterselva   | Sztafeta 4 × 6 km | 2.     | 0+15  | 1:19:22,7  | + 35,0 | Niemcy    |
| 5.  | 15 lutego   | 2015 | Oslo         | Sztafeta 4 × 6 km | 1.     | 0+5   | 1:11:10,6  | –      | –         |
| 6.  | 24 stycznia | 2016 | Anterselva   | Sztafeta 4 × 6 km | 2.     | 2+7   | 1:08:10,7  | + 17,2 | Francja   |
| 7.  | 13 lutego   | 2016 | Presque Isle | Sztafeta 4 × 6 km | 1.     | 1+14  | 1:07:11,0  | –      | –         |
| 8.  | 5 marca     | 2017 | Pjongczang   | Sztafeta 4 × 6 km | 3.     | 1+9   | 1:07:58,5  | + 22,9 | Niemcy    |
| 9.  | 13 stycznia | 2019 | Oberhof      | Sztafeta 4 × 6 km | 3.     | 1+6   | 1:09:23,0  | + 36,7 | Rosja     |
| 10. | 13 lutego   | 2020 | Anterselva   |                   | 3.     | 0+2   | 1:02:58,5  | + 30,8 | Norwegia  |

### Puchar IBU

#### Miejsca w klasyfikacji generalnej
| Sezon     | Miejsce |
| --------- | ------- |
| 2009/2010 | 160     |
| 2011/2012 | 142.    |
| 2012/2013 | 34.     |
| 2013/2014 | 79.     |